# Steven Fortes
Pour les articles homonymes, voir Fortes.
Steven Fortes, né le 17 avril 1992 à Marseille, est un footballeur international cap-verdien évoluant au poste de défenseur.

## Biographie

### Une jeunesse à Marseille
Né à Marseille avec une origine cap-verdienne par ses parents, Steven évolue à l'école de foot du Stade Marseillais Université Club, ou SMUC, durant ses premières années. Jouant de la catégorie débutants jusqu'au U13 au SMUC, il rejoint ensuite le SC Montredon Bonneveine à la mi-saison et ce, pour quelques mois, avant de passer au SP C D'Air Bel où il retrouve l'entraîneur avec qui il a terminé sa saison. À l'issue de son année de U19, Fortes signe à la Cayolle qui évolue alors en DHR. Après seulement une saison, il franchit une étape en intégrant l'effectif de la réserve de l'AC Arles-Avignon qui se trouve en DH. Avec cette formation, il remporte le championnat de DH, synonyme de montée en CFA2, ainsi que la Coupe de Provence. Mais, à la suite de bonnes prestations, il signe son premier contrat professionnel en juin 2013.

### Le professionnalisme en Ligue 2
Titulaire dès la première journée du championnat de Ligue 2 en 2013-2014, contre Le Havre AC, Steven Fortes s'impose très rapidement comme défenseur central, aux côtés du capitaine Yunis Abdelhamid, avant l'arrivée de l'expérimenté Gaël Givet. En difficulté aux mois d'octobre et novembre 2013, il reprend un statut de titulaire dès le mois de décembre. Finalement, Fortes termine sa première saison professionnelle avec 26 rencontres jouées en championnat, auxquelles il faut ajouter deux parties en coupe, marque de la nouvelle stratégie du club qui souhaite miser sur l'avenir. Pourtant, après cette première saison prometteuse dans le monde professionnel, il quitte l'AC Arles-Avignon pour rejoindre Le Havre AC pour une durée de trois ans alors qu'il lui reste encore deux années de contrat avec la formation provençale. En réalité, Fortes a vu son contrat avec l'AC Arles-Avignon se terminer à l'issue de la saison 2013-2014 à la suite d'une erreur administrative de la part de la formation provençale.
Régulièrement titulaire en défense centrale du Havre AC, Steven devient un élément important de la formation, ce qui lui permet notamment d'atteindre la sélection nationale cap-verdienne.

### La découverte de la Ligue 1
Libre de tout contrat à l'aube de la saison 2017-2018, Steven Fortes s'engage officiellement en faveur du Toulouse FC, club de Ligue 1, le 21 juin 2017. Il arrive blessé dans son nouveau club et sa première saison sera très compliquée car il ne disputera que deux matchs. La saison suivante au bout de six mois il n'a disputé que quatre matchs au club. Il cherche donc un club pouvant l’accueillir en prêt et le relancer. 
Très peu utilisé chez les Violets, le 22 janvier 2019, il est prêté par Toulouse au RC Lens, club de Ligue 2, jusqu'à la fin de la saison. Il connaîtra alors une désillusion lors de la dernière rencontre de barrages pour l'ascension en Ligue 1, sur le terrain de Dijon, où il est blessé en entrant en collision avec son gardien Jérémy Vachoux, ce qui laisse son adversaire marquer dans un but vide. Au mois de juin 2019, il est transféré définitivement au RC Lens. Il connaît néanmoins la montée lors de la saison suivante (2019-2020), interrompue avant son terme en raison de l'épidémie de Covid-19. Il alterne entre titularisations et entrées en jeu. En début de saison, l'entraîneur Philippe Montanier le désigne capitaine. Absent en début de saison pour quatre mois en raison d'une blessure à un ménisque, le brassard est alors confié à Guillaume Gillet. En mars 2020, quelques jours après le remplacement de Philippe Montanier par Franck Haise, celui-ci décide d'attribuer la fonction de capitaine à Yannick Cahuzac en remplacement de Fortes.
En Ligue 1 en 2020-2021, il est considéré par l'entraîneur Franck Haise comme un suppléant dans une défense centrale à trois. Il est prêté à Ostende lors du dernier jour du mercato d'été 2021. Il y devient titulaire, dans un club en lutte pour le maintien en première division.
Non conservé après la saison 2022-2023, Fortes reçoit l'intérêt des clubs français du Amiens SC et de l'US Quevilly Rouen, évoluant en Ligue 2, ainsi que du club suisse du FC Lausanne-Sport en première division.

### Carrière internationale
Auteur d'une bonne saison au Havre AC, sa seconde en tant que professionnel, Steven Fortes est convoqué pour la première fois en sélection nationale par Rui Águas afin d'affronter le Portugal le 31 mars 2015 au cours duquel il rentre en jeu et l'emporte 2-0.
Il participe à la Coupe d'Afrique des nations 2021.
Le tableau suivant liste les rencontres de l'équipe du Cap-Vert dans lesquelles Steven Fortes a été sélectionné depuis le 31 mars 2015 jusqu'à présent.

## Statistiques
| Saison                | Club                  | Championnat           | Championnat | Championnat | Coupe nationale | Coupe nationale | Coupe de la Ligue | Coupe de la Ligue | Cap-Vert | Cap-Vert | Total | Total |
| Saison                | Club                  | Division              | M.          | B.          | M.              | B.              | M.                | B.                | M.       | B.       | M.    | B.    |
| 2013-2014             | AC Arles-Avignon      | Ligue 2               | 26          | 0           | 1               | 0               | 1                 | 0                 | -        | -        | 28    | 0     |
| 2014-2015             | Le Havre AC           | Ligue 2               | 29          | 0           | 1               | 0               | 1                 | 0                 | 2        | 0        | 33    | 0     |
| 2015-2016             | Le Havre AC           | Ligue 2               | 32          | 1           | -               | -               | 1                 | 0                 | -        | -        | 33    | 1     |
| 2016-2017             | Le Havre AC           | Ligue 2               | 25          | 1           | 1               | 0               | 2                 | 0                 | -        | -        | 28    | 1     |
| Sous-total            | Sous-total            | Sous-total            | 86          | 2           | 2               | 0               | 4                 | 0                 | 2        | 0        | 94    | 2     |
| 2017-2018             | Toulouse FC           | Ligue 1               | 2           | 0           | -               | -               | -                 | -                 | -        | -        | 2     | 0     |
| 2018-2019             | Toulouse FC           | Ligue 1               | 3           | 0           | -               | -               | 1                 | 0                 | -        | -        | 4     | 0     |
| Sous-total            | Sous-total            | Sous-total            | 5           | 0           | -               | -               | 1                 | 0                 | -        | -        | 6     | 0     |
| 2018-2019             | RC Lens (prêt)        | Ligue 2               | 16+4        | 0           | -               | -               | -                 | -                 | -        | -        | 20    | 0     |
| 2019-2020             | RC Lens               | Ligue 2               | 15          | 0           | -               | -               | -                 | -                 | -        | -        | 15    | 0     |
| 2020-2021             | RC Lens               | Ligue 1               | 18          | 0           | 2               | 0               | -                 | -                 | 5        | 0        | 25    | 0     |
| 2021-2022             | RC Lens               | Ligue 1               | 1           | 0           | -               | -               | -                 | -                 | 6        | 0        | 7     | 0     |
| 2022-2023             | RC Lens               | Ligue 1               | 1           | 0           | -               | -               | -                 | -                 | 0        | 0        | 1     | 0     |
| Sous-total            | Sous-total            | Sous-total            | 55          | 0           | 2               | 0               | -                 | -                 | 11       | 0        | 68    | 0     |
| 2021-2022             | KV Ostende (prêt)     | Pro League            | 17          | 0           | 2               | 1               | -                 | -                 | -        | -        | 19    | 1     |
| 2023-2024             | US Quevilly           | Ligue 2               | 11          | 0           | 2               | 0               | -                 | -                 | -        | -        | 13    | 0     |
| Total sur la carrière | Total sur la carrière | Total sur la carrière | 200         | 2           | 9               | 1               | 6                 | 0                 | 13       | 0        | 228   | 3     |

## Palmarès
Avec le Racing Club de Lens, Steven Fortes est vice-champion de France en 2023 trois années après avoir été vice-champion de France de Ligue 2.
| RC Lens                                                             |
| ------------------------------------------------------------------- |
| - Ligue 1 - Vice-Champion : 2023. - Ligue 2 - Vice-Champion : 2020. |